# Prescott, Ontario
Prescott är en ort i Kanada.   Den ligger i provinsen Ontario, i den sydöstra delen av landet, 80 km söder om huvudstaden Ottawa. Prescott ligger 90 meter över havet och antalet invånare är 4 466.
Terrängen runt Prescott är platt. Närmaste större samhälle är Brockville, 19,4 km sydväst om Prescott. 
Omgivningarna runt Prescott är en mosaik av jordbruksmark och naturlig växtlighet. Runt Prescott är det ganska glesbefolkat, med 24 invånare per kvadratkilometer.